# Усць
Усць (пол. Uść) — село в Польщі, у гміні Хелмно Хелмінського повіту Куявсько-Поморського воєводства.
У 1975-1998 роках село належало до Торунського воєводства.